# 台視17Q
《台視17Q》是17 Media與臺灣電視公司聯合製作的即時互動益智節目，播映日期自2019年2月17日起於每星期日晚上八時至十時，於台視主頻採現場直播方式播出，主持人為謝震武與陳漢典。如果陳漢典於當周另外有工作，則由其他主持人代班。

## 簡介
《台視17Q》可為前作《17好聰明》的「3.0新作品」。當然與前作相同的是，除了現場參賽者，安裝指定手機應用程式於智慧型手機或平板電腦等設備之觀眾亦可於節目直播時互動答題，有機會取得高額獎金。
節目名稱的「17Q」，源自17直播內的每日獎勵遊戲《17Q》。而當中「17」要讀為「一七」，而不是「十七」。

## 播出時間
| 頻道     | 所在地 | 播映日期      | 播出時間            |
| -------- | ------ | ------------- | ------------------- |
| 台視主頻 | 臺灣   | 2019年2月17日 | 每週日 20:00－22:00 |
| 台視主頻 | 臺灣   | 2019年2月24日 | 每週日 14:30－16:30 |

## 節目內容
每集節目邀請五組參賽者，與另一組「把關魔王組」進行捉對廝殺。每一組均有至少二名的參賽者（人數多寡按照製作單位邀請的人數而定）。每一輪完整的遊戲，包含資格賽〈魔王考驗賽〉（或〈決戰六十秒〉）與〈獎金挑戰賽〉等二個環節。

## 魔王考驗賽與決戰六十秒
〈魔王考驗賽〉與〈決戰六十秒〉是參賽者取得〈獎金挑戰賽〉答題資格的環節。每一集的節目，均可能有各自不同取得〈獎金挑戰賽〉資格的方式。自第一集節目至第二十七集節目，多以〈決戰六十秒〉為居多，且以第四集起至第六集為止的回答方式為最多。

### 第一集
由「挑戰參賽者」與「把關魔王」進行搶三決勝。一開始挑戰參賽者可以於五種題目類型內，選擇一個屬於自己擅長的類型，並由挑戰參賽者與把關魔王進行搶答。主持人發問挑戰者指定的問題，而按鈕搶答的挑戰參賽者或把關魔王若搶到鈴，並回答正確，則可獲得一分。如其中一方順利取得兩分時，主持人宣布這一方是「搶三決勝點」。如挑戰參賽者順利取得三分，則可取得進入「獎金挑戰賽」環節的資格。

### 第二集
與第一集相同，但改由每題有兩張圖片，與十個被打散的中文字。參賽者必須從中，猜出這兩張圖與被打散的中文字之間，最有可能的答案是甚麼。同樣由搶得三分的隊伍取得勝利，反之則落敗。

### 第三集
由旁白出題，參賽者依序回答每個簡答題目。按照「參賽者隊」與「魔王隊」的答對題數，由答對題目數最多之隊伍獲得勝利；反之敗者無資格參加〈獎金挑戰賽〉環節（針對參賽者隊而言）。

### 第四集至第六集
同第三集，但「魔王隊」不參賽，改由兩組參賽者相互較勁，並將〈魔王考驗賽〉改名為〈決戰六十秒〉。也同樣是由一環節中，參賽者依序回答主持人的每個簡答題目。答題正確最多之隊伍取得〈獎金挑戰賽〉環節的參賽資格，反之則無資格，並等待下一組參賽者繼續比賽，直至勝出為止，或是該集的節目時間結束（此時落敗的參賽者就必定無參賽資格）。

### 第七集
在第七集中，製作單位特別邀請國家籃球協會（NBA）球星拉沙德·路易斯（Rashard Lewis）與參賽者進行投籃。由參賽者站在二分線上，拉沙德站在三分線上比賽投籃。在每次均為一分鐘的時間內，如果參賽者能贏過拉沙德的球數，則可取得〈獎金挑戰賽〉的資格，反之則否。
因為考量到比賽公平性，故只有兩組參賽者進行投籃。該集第三組後的參賽者的〈資格賽〉，按照第四集至第六集的方式進行。

### 第八集至第十七集
同第四集至第六集的比賽內容。而在後期節目中，如果在〈決戰六十秒〉先攻參賽者答題數量較少，後攻參賽者則僅需達對比先攻的參賽者多一題題目即可。假設有一組先攻參賽者只答對三題，後攻參賽者則只要答對四題即可。前提是後攻參賽者必須要正確回答，否則若後攻參賽者答題數低於先攻參賽者，仍算後攻參賽者失敗。主持人如此決定的目的，第一是替網友爭取答題時間，第二則是不要讓先攻參賽者的答對成績太難看。

### 第十八集
製作單位特別邀請17直播的負責人黃立成，擔任關卡的出題者。只要參賽者能夠回答出有關黃立成的問題，或者是與17直播相關的問題，即可獲得〈獎金挑戰賽〉的參賽資格；反之失敗，不能取得〈獎金挑戰賽〉的參賽資格。在黃立成提出問題的同時，透過App觀看線上直播的網友也可以於每次問題的十秒內答題。答題獎金視黃立成提出的金額決定，並按照答對人數瓜分公告獎金。
在此集的回答問題方式只有前三組的參賽者才進行黃立成相關問答，第四組之後的參賽者比照第四集到第六集的方式進行。

### 第十九集至第二十一集
同第八集到第十七集的作答方式進行。但如果是節目時間較接近尾聲時，主持人考慮到網友答題的權益，改以「搶答一題」決勝負的方式，正取一組參賽者。在主持人讀完題目後，兩組參賽者先行搶答。參賽者若能正確地回答出主持人的問題，則取得〈獎金挑戰賽〉的資格；反之則落敗。另外參賽者在作答時，以第一個先說出來的答案為主，也就是主持人只能接受參賽者第一個先說出的答案，不接受可能錯誤的答案修正，或是撤回說出的答案。

### 第二十二集至第二十七集
環節名稱〈決戰六十秒〉名稱不變，改成由主持人同時向兩組參賽者發問問題，並由參賽者按鈴搶答的方式回答主持人的問題。每一次發問只接受參賽者第一次說出來的結果，說出不正確的答案則算答錯。如為答對，該組參賽者則加一分，並且參賽者前的發光二極體顯示器的顯示數字會自動加總；答錯不扣分。六十秒問答結束後，如果該組參賽者的累積分數最高，則可取得〈獎金挑戰賽〉環節的資格。
同前一版的遊戲，如果兩組參賽者的競爭是比較接近節目尾聲，則改為一題決勝負。同樣也只能接受參賽者第一個說出來的結果，不接受修正與撤回答案。答對者直接取得〈獎金挑戰賽〉的資格，反之則失敗。

#### 特別情況
第二十三集節目第二次〈決戰六十秒〉搶答環節當中，因其中一組參賽者將按鈴的按鈕給弄壞，故第三次環節之後，直到節目結束的參賽者正取資格方式，比照第四集到第六集的遊戲規則進行。

## 獎金挑戰賽
〈獎金挑戰賽〉是挑戰參賽者將把關魔王隊成員擊敗後，或是於資格賽取得〈獎金挑戰賽〉的資格者，可以進行的環節。一組參賽者當中，一個參賽者回答兩題，以輪流回答的方式進行答題。在一個階段答對兩題，即可取得該階段的獎金。在第二十一集之前的節目當中，每個〈獎金挑戰賽〉環節的題目均有八題、第二十二集之後節目的每個環節則有十二道題目。題目的難度變化由易至難，挑戰參賽者的知識領域。
搖錢樹獎金結構如下：
- 第一集至第二十一集節目

| 題目數                                     | 可取得獎金    |
| ------------------------------------------ | ------------- |
| 第一題、第二題（第一層難度，「小學關」）   | NTD 10,000.-  |
| 第三題、第四題（第二層難度，「中學關」）   | NTD 30,000.-  |
| 第五題、第六題（第三層難度，「大學關」）   | NTD 50,000.-  |
| 第七題、第八題（第四層難度，「研究所關」） | NTD 100,000.- |

- 第二十二集至第二十七集節目

| 題目數                                       | 可取得獎金    |
| -------------------------------------------- | ------------- |
| 第一題、第二題（第一層難度，「幼幼班」）     | NTD 5,000.-   |
| 第三題、第四題（第二層難度，「小學班」）     | NTD 10,000.-  |
| 第五題、第六題（第三層難度，「國中班」）     | NTD 20,000.-  |
| 第七題、第八題（第四層難度，「高中班」）     | NTD 30,000.-  |
| 第九題、第十題（第五層難度，「大學班」）     | NTD 50,000.-  |
| 第十一題、第十二題（第六層難度，「魔王關」） | NTD 100,000.- |

在第二十一集之前的節目當中，如果參賽者全部答對，可以獲得最高新台幣100,000的獎金。若在其中的部分答錯，假如是在第一層挫敗，則無獎金；第二層落敗，則為基本新台幣10,000元獎金；第三層落敗，則為基本新台幣30,000元獎金；第四層落敗，則為基本新台幣50,000元獎金。在第二十二集之後的節目當中，獎金的發給也與第二十一集之前節目的方式相同，只是層級數不同而已。
在第二十一集之前的每一輪的每一階段答題，均由每一組參賽者的其中一人進行回答。該組或非該組的任何非現場答題參賽者，均不可告知答題進行者任何提示與答案。無論非答題者告知答題者的答案是否正確或錯誤，均可能以作弊論，並且有可能由主持人宣告強制中止該比賽環節。第二十二集之後，除了「魔王關」的關卡因難度過高，可由所有參賽者同時討論並進行答題以外，「幼幼班」到「大學班」的題目均亦不可由非答題者說出無論對錯的答案，即使是「魔王關」也不可由非答題參賽者作答；同樣地，主持人可視情況嚴重與否決定是否因作弊而取消作弊參賽者的答題與領獎資格。
為了讓參賽者能夠過關斬將，節目提供兩個「答題雙寶」。在第二十一集之前，有使用「答題雙寶」的限制。這個限制第一是必須在第二階段以前使用掉，第三階段以後不能使用、第二是只能選擇雙寶的其中一種。在第二十二集之後，「只能選擇其中一種」的限制則被取消以外，參賽者必須在第三階段之前全數使用完成，也就是參賽者不能在第四階段以後使用「答題雙寶」。
茲將「答題雙寶」的說明如下：
- 天使召喚：由虛擬主播「小Q」提供另類提示，由參賽者自行想像出答案是甚麼。類似《猜Me時間》週三道具場的「提示功能」。第四集開始，小Q會以「與參賽者共同出現」的方式現身。
- 盟友救援：在特定的大屏幕上，顯示透過App答題的線上存活答題者之答題比例分布，由參賽者判斷哪一個選項最符合其題目的標準答案。

### 翻牌環節
除了參賽者於第一階層失敗的「無獎金」，或全部答對的100,000元部分不用透過翻牌外，參賽者如答錯後，還會進行翻牌環節。
第二十一集的節目之前，在屏幕上有兩張牌，以「臺視寶寶」與「17寶寶」作為牌面，其中一張背後藏有「歸零」字樣，一張背後藏有「加倍」字樣。如果參賽者翻出「加倍」牌，則參賽者可以替參賽觀眾取得獎金的資格；翻出「歸零」則參賽觀眾無此權益。
第二十二集之後，除了原有的「臺視寶寶」與「17寶寶」作為牌面外，新增「小武寶寶」與「小典寶寶」。「歸零」元素被取消，改成「除以十」、「砍半」，與「不變」等元素。翻出「不變」，則網友答題的獎勵不會有任何改變，製作單位按照該階段的獎金均分給問答環節答題數最多的玩家。翻出「砍半」，則該階段獎金會被減少一半，並均分給該問答環節答題數最多的玩家。翻出「除以十」，則該階段獎金會被減少十分之九，剩下的十分之一獎金均分給該問答環節答題數最多的玩家。
牌面的安排是由製作單位事先決定好，並非現場電腦決定之亂數分配。
值得一提的是，如果線上觀看人數超過10,000人者，參賽者的「加倍」的獎金則為三倍；反之未達到此門檻者，「加倍」的獎金則為兩倍。
進行翻牌環節的同時，場外則會有另外一名特約律師，手持一台iPad mini 4，於每一次翻牌環節時，iPad mini 4將顯示著該組參賽者的牌面安排。除了見證牌面安排外，特約律師同時也必須見證每一次的獎金分發，以示對遊戲的公正。

#### 第二十一集節目
第二十一集的節目開始，採「答對題數最多者瓜分獎金」制度。但仍有「加倍與歸零」翻牌環節，且製作單位仍然有另外聘請特約律師見證每一次的翻牌與獎金分發。

#### 第二十二集至第二十七集節目
第二十二集開始，除了採「答對題數最多者瓜分獎金」制度外，翻牌環節取消「歸零」，改為「不變」、「砍半」、「除以十」。當中的「加倍」則依然被保留。同樣也有外聘律師見證每一次的翻牌與獎金分發。

#### 第七集特別給獎方式
同樣由拉沙德·路易斯負責，於三十秒內站在三分線上投籃。如能投進七球以上，則可替答對觀眾取得加倍獎金，反之則歸零。拉沙德·路易斯於此環節成功投出七球以上的成績，每位答對該環節題目的觀眾，可以瓜分指定的獎金。
也是基於公平考量，拉沙德·路易斯只進行一次雙倍獎金投籃的環節。

## 觀眾參賽
與前作相同，「網友」一詞於此節目，指的是電視機前，或使用手機觀透過指定手機應用程式觀看直播的觀眾。當參賽者進行問答同時，網友也可以透過指定手機應用程式進行同步的問答。不過每一位網友所看到的選項順序，不見得與電視顯示與主持人口述的選擇順序相同，均由亂數隨機安排。節目捨棄了如選項前①②③④或ⒶⒷⒸⒹ的標示，因此參賽者們與網友們必須要以自己的知識領域進行回答，尤其是如果網友要彼此之間互報可能的答案選項，建議說出選項文字敘述，不建議如①②③④或ⒶⒷⒸⒹ的標示，否則可能會導致在場另一名同時一起答題的答題者答錯。而每一位網友在手機上看到了題目與字卡後，必須於十秒內選擇一個最可能的答案，方能完成該題作答。要特別注意的是，網友一旦選定了選項，則無法以任何理由做更改，或撤回選定的答案。另外如果網友是在公頻（公開聊天室）當中回應選項，無論鍵入①②③④或ⒶⒷⒸⒹ等選項，或是輸入選項的文字敘述，均不被製作單位承認為作答。選定後，由主持人宣布正確答案為何，網友即可得知自己是否正確或錯誤。
以指定App進行遊戲的網友，只能在每一集的首播直播時段進行同步參賽作答，其餘的重播時段，或者是觀看網路重播的影片，如YouTube或Facebook Watch等影片，均為無法進行參賽作答的。即使在網路重播影片的留言區留言作答，製作單位亦不承認留言為領獎依據。

### 第一集至第二十集
在第二十集的節目前的節目規則，則是網友於該環節的回合中，必須全程答對問題，不可以有任何回答錯誤（包括超時不選擇選項亦算答錯），亦不可中途離開該直播再返回節目回答（包括電量狀態為低電量或完全之無電量、3G、4G、WiFi等各種網路之訊號不佳或過弱、頻寬不高，與手機應用程式版本過舊，而無法順利觀看節目與進行答題…等突發狀況），才能取得獎金分配的資格。即使參賽者途中答錯任何一道題目，網友也必須要答對參賽者答錯的題目，方能符合取得均分獎金的資格。

### 第二十一集至第二十七集
第二十一集的節目之後，網友即使中途答錯任何一個題目，直到參賽者答錯任何一題題目，或者是全部答對，網友仍然可在該環節繼續作答，不受「中途答錯則出局」的限制。不過，網友仍然必須要維持網路通順、設備的電力必須要充足…等條件，使不至於答題時錯過答題時機，或是無法選擇選項，導致答錯。同樣地，超過時間仍未選擇答案卡的選項，亦算錯誤，不累計正確答案數。

### 求救法
遊戲進行時，參賽者可享有的「答題雙寶」，網友是無法共用的，且參賽網友也無專屬的求救法。原定在6月2日第十六集之前的節目，網友無任何輔助答題工具，但在6月9日第十七集至第二十集的節目，網友可享有「免死金牌」的輔助工具。
免死金牌的使用，則為參賽者於每一〈獎金挑戰賽〉的環節答題當中，如果同步答題的網友在這一環節的前四題答錯其中一題，則「免死金牌」的復活機制則被自動啟動，並且網友可以在這答錯的題目後繼續答題。如參賽者能在第五題過後進行答題，則復活機制在一回合的〈獎金挑戰賽〉環節自動被失效，全靠網友自己對知識的領域進行作答。
「免死金牌」的取得，則是一個網友必須透過輸入另一個網友告知的「推薦碼」，雙方才能取得各一次的「免死金牌」復活權。而在每一次〈獎金挑戰賽〉的環節當中，網友只能享有一次復活權；換句話說，網友無法於一個〈獎金挑戰賽〉的環節當中「復活」兩次。特別注意的是，「免死金牌」的使用屬於消耗性，也就是網友無法反覆使用同一次復活權的。
第二十一集至第二十七集的節目採「答對題數最多者可瓜分該環節獎金」制度，因此「免死金牌」求救的復活權不會在網友答錯題目時自動啟用，而「免死金牌」也不會自動被扣除其總數的。

### 參賽網友獎勵
獎勵分成兩種給獎方式。
在第二十集的節目前，而參賽者無論於哪一題落敗，或者是全部答對者，則網友就有機會，透過參賽者的翻牌，決定獎金是否為雙倍（或三倍），或者是歸零。假設有一組參賽者答題到第三層落敗，取得第二層的獎金新臺幣30,000圓整，且進行遊戲的網友也符合答題正確到第三層者有500位，這500位網友就有機會取得製作單位另外提供的獎勵金，並以人數均分之。如果參賽者翻出「加倍」牌，且線上觀看人數未達10,000人者，則可使這30,000獎金被雙倍至60,000，每一名符合領獎資格的參賽網友可以取得新臺幣120圓整的獎金；假設線上觀看人數超過10,000人者，則可使這30,000獎金被三倍至90,000，每一名符合領獎資格的參賽網友可以取得新臺幣180圓整的獎金。如果參賽者翻出「歸零」牌，則符合資格的網友是理所當然的無法取得任何獎勵金。如果獎金在除完人數後有小數，以小數點第一位為主，取無條件進入計算之。例如有一參賽者達到第七題答錯，有99名網友答對到第七題，而此參賽者翻出「加倍」牌，則這99名網友即可獲得新台幣1,010.2元整的獎金。
值得一提的是，如果網友在某一環節的其中一題作答時使用了一次「免死金牌」復活權，但在參賽者第五題到第八題答錯題目之際，網友還能在第五題到第八題的範圍答對（視參賽者答題情況），參賽者翻牌選到「歸零」，則此次「免死金牌」則是無法還給網友，也就是這樣的復活權消耗也是照常的。舉例說明：有一參賽者到第七題失敗，一網友在第四題使用了「免死金牌」的復活權「復活」後，在第五到第七題都能答對，但參賽者卻在翻牌時翻出「歸零」，則此名網友除了無法取得獎金以外，他持有的「免死金牌」之消耗是照常的。
而在第二十一集的節目之後，製作單位則視一輪答題環節當中「答對題目數」最多的網友為最勝出之玩家。參賽者到達「答對題目數」最多的條件時，依然要透過翻牌環節，直接按照「答對題目數」最多的玩家數，按照參賽者表現，給予該階層的獎金。假設有一名參賽者在第五題答錯，有150名網友答對該環節的五道問題，且參賽者於翻牌環節選到加倍卡片，則按照第二階段新台幣30,000元整的獎金加倍為60,000並均分這150名網友，每個符合「答題數最多」的資格的網友可獲得新台幣400元整的獎金。

#### 領獎
網友領獎，是必須持有PayPal（中文名「付費之友」）的帳號，且必須累計到對應於100美元的獎金後，才能於當日的隔月25日之前，透過PayPal領取對應的獎金的。而參賽者則必須自行透過手機應用程式設定其PayPal的收款帳號，才能取得獎金。

## 節目冠名或廠商贊助
因配合5月19日的抽獎活動，第一集起至第十四集，豐田汽車採置入性行銷方式，包括將品牌名稱與汽車型號出現在題目當中等方式呈現。雖然豐田汽車贊助節目並協辦抽獎，節目名稱卻無改變。
另第二十三集起至最後一集節目，由「哇Cow旅行」贊助旅行贈獎。每集節目接近尾聲時，製作單位會抽出一位線上玩家幸運得主，其獎品是尼泊爾或杜拜的機票，與食宿招待。

### 異業合作
《問答RPG 魔法使與黑貓維茲》與《台視17Q》進行異業合作，《黑貓》遊戲將17直播的部分直播主作為關卡的關主，並將節目的部分題目做洩題，供《台視17Q》的玩家洞燭機先，提高獲得獎金的機率。活動自2019年五月19日起，至八月11日為止的每個星期日，採下午六時至八時的兩個小時時間進行限時關卡進行。玩家選擇相關活動分類後，再選擇「台視17Q」的題型，即可得知部分會出現於節目的題目。每周均有十題關於洩題的題目，供玩家刷題。

## 製作團隊
- 監製：楊秋蘭、黃立成
- 總企劃：莊心慈
- 企劃：游英皓、陳亞暉、黃盈臻、陳凱緯
- 總製作人：嚴濰秜
- 製作人：朱文傑、林佳慧
- 策劃：王怡瑜
- 藝人統籌：簡瑀葳
- 執行：王怡婷
- 行銷：蔡咏晴、吳承禧、何宜玲、林卉蓁、林裕晟、鄭絜心、呂宥呈、劉思辰、陳炤峯、江瑋琳、蔡雅琪
- 宣傳：張家瑜、陳妍婷、陳靖波、黃思嘉、鄭安迪
- 梳化妝：小曹造型工作室
- 服裝：瑞德頭妹工作室
- 視覺設計：王盛泰、張立達、呂達港、黃思瑋、蔡鎮宇、莊伊恩
- 剪接：黎宗鑫、黃健瑋、林妤樺
- 美術指導：張從寬
- 置景班：劉清旗、王澤銘、黃明吉、邱楠慶、葉福仁、郭正仁
- 資深產品科技副總裁：李昀樵
- 資深產品科技總監：蔡林翰
- 資深專案總監：張璟珊
- 資深專案經理：張文馨
- 測試工程師：鄭明樺、吳亭臻
- 產品總監：王昱翔
- 產品經理：林宛親
- 後端工程師：陳義雄、郭家齊、蔡幸祐、彭士爵、陳克威、陳厚鈞、何兆鋒、詹凱皓、陳怡文
- Ios工程師：王瑞璽、張家翰、李柏逸、李亞霖
- Android工程師：范宇承、張育銓、孫睿
- UI設計師：許勝凱、周澤熹、陳韻微、許維汝
- 動畫設計師：邱郁庭
- 網站可靠性工程師：林毅民、林厚甫
- 視覺統籌：曹啟暉
- 營運：楊哲豪、陳羽晴、曾琬茹
- 網路攝影：劉震豐、蔡政良、黃志強
- 現場音效：阿文老師
- 音效：沃福聲音設計
- 技術指導：葉易展
- 視訊：陳大偉
- 成音：鍾萬舉、張仁豪
- 燈光：黃秋陽、夏靜揚
- 攝影：張興霸、謝敬維、曾堃哲、陳楙樺、陳力勤
- 助理導播：蔡昌倫、林益全
- 副導播：曾鈺雯、曹秉羿
- 導播：李麗芳

## 另見
- 電視節目
  - 謝震武曾於臺灣電視公司主持過的同類型節目《超級大富翁》，同類型節目，有張小燕主持的《百萬小學堂》。兩節目均由友松傳播製作
  - 謝震武也曾於年代MUCH台主持過益智問答節目《今晚誰當家之知識王》[c]
  - 美國原創節目《百萬富翁》，陳啟泰主持過香港版本（陳志雲主持2018年版本）、曹啟泰也曾主持過新加坡普通話（華語）版本、中國大陸也有《百萬智多星》
  - 趙樹海曾主持過的同類型節目《無敵超級二十一》
  - 梁赫群曾主持過的同類型節目《黃金計程車》

- 網路直播節目
  - 美國線上真人問答直播節目HQ
  - 壹傳媒曾於2018年至2019年5月17日，由曾仲葳主持的直播問答節目《動腦A》（或名《天天動腦A》）
  - 蝦皮購物的直播問答節目《蝦皮金頭腦》
  - UpLive的網路節目《Up答人秀》（由徐乃麟主持），自2019年7月16日起改名為《Up玩很大》，以此名稱播映至同年8月20日為止
  - 同類型的網路直播節目《猜Me時間》、live.me的網路節目《賴咪金頭腦》、浪Live的網路節目《全民大會考》，以及新浪微博自製之線上節目Money King[d]

- 電視節目與網路直播節目
  - 由公共電視與Yahoo! TV共同製作的問答直播節目《一呼百應》，由黃子佼與吳姍儒共同主持[e]

## 外部連結
- 台視17Q官方網站 （页面存档备份，存于）

| 臺灣 台視主頻 每週日 20：00－22：00        | 臺灣 台視主頻 每週日 20：00－22：00         | 臺灣 台視主頻 每週日 20：00－22：00 |
| ------------------------------------------ | ------------------------------------------- | ----------------------------------- |
|                                            | 台視17Q （2019年2月17日－2019年8月18日）    |                                     |
| 聲林之王 （2018年10月14日－2019年2月10日） | 聲林之王2 （2019年8月25日－2019年11月24日） |                                     |